# World Extreme Cagefighting
La World Extreme Cagefighting (WEC) è stata una promozione statunitense di arti marziali miste.
Fu acquistata da Zuffa, compagnia controllante dell'Ultimate Fighting Championship (UFC), nel 2006.
Nella sua incarnazione finale, la federazione comprendeva tre classi di peso: 135, 145 e 155 libbre (61,2, 67,7 e 70,3 kg). Per venire incontro alle minori dimensioni dei propri fighter, la gabbia della WEC aveva un diametro di 25 piedi (7,62 metri), 5 piedi in meno (1,52 m) rispetto alla gabbia UFC standard, ed era anch'essa di forma ottagonale.

## Storia

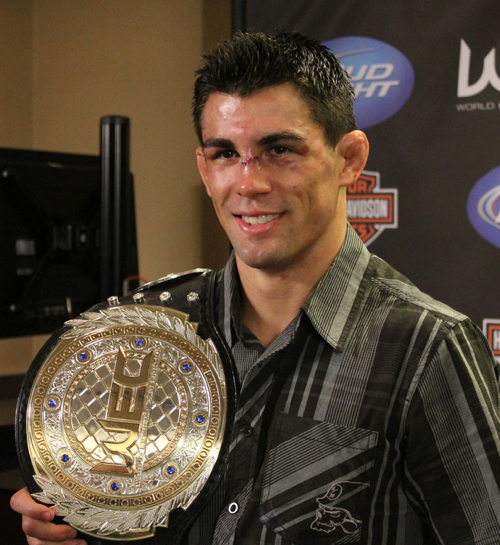
Dominick Cruz fu l'ultimo campione dei pesi gallo della federazione

L'organizzazione prese vita nel 2001, grazie a Scott Adams e Reed Harris. Tra il 2001 e il 2006 tenne la maggior parte dei suoi eventi a Lemoore, California, trasmettendo su HDNet.
Nel dicembre 2006, Zuffa acquistò la WEC. Con l'acquisto. la WEC continuò ad operare come promotion separata col suo roster di fighter. Adams dopo l'acquisto fu messo a svolgere il compito di organizzazione dei match. Harris e Adams furono nominati co-general manager e furono entrambi attivi nella nuova WEC. Nel 2008, Sean Shelby fu nominato nuovo match-maker per la promotion da Zuffa.
Zuffa operò diversi cambi. Sostituì la gabbia pentagonale con una versione modificato dalla gabbia ottagonale dell'UFC. I titoli dei fighter campioni che firmavano con l'UFC venivano dichiarati vacanti. La promotion si focalizzò sulle classi di peso più leggere, abbandonando quelle dei massimi e supermassimi e mantenendo quelle dei pesi gallo e dei pesi piuma, due divisioni non presenti nell'UFC. Dopo l'acquisto molti eventi della WEC si tennero a Las Vegas, casa madre di Zuffa.
Il 3 dicembre 2008 WEC annunciò l'eliminazione delle sue classi light heavyweight e middleweight. I fighter di queste divisioni cominciarono a lottare nell'UFC. In seguito fu dismessa anche la divisione dei pesi welter, restò solo la classe dei pesi leggeri ad essere presente in entrambe le federazioni.
Il 24 aprile 2010, la WEC tenne il suo unico evento in pay per view, WEC 48, con due incontri per il titolo. Il main event comprendeva il WEC Featherweight Champion José Aldo difendere il titolo contro l'ex campione Urijah Faber.
Il 28 ottobre 2010, il presidente UFC Dana White annunciò la definitiva fusione della WEC con l'UFC.

## Campioni

### Campioni finali
| Classe di peso    | Peso limite             | Campione       | Dal (evento)              | Difese |
| ----------------- | ----------------------- | -------------- | ------------------------- | ------ |
| Pesi Supermassimi | sopra i 120 kg (265 lb) | Ron Waterman   | 9 agosto 2003 (WEC 7)     | 1      |
| Pesi Massimi      | 120 kg (265 lb)         | Brian Olsen    | 13 gennaio 2006 (WEC 18)  | 1      |
| Pesi Mediomassimi | 93 kg (205 lb)          | Steve Cantwell | 3 agosto 2008 (WEC 35)    | 0      |
| Pesi Medi         | 84 kg (185 lb)          | Paulo Filho    | 5 agosto 2007 (WEC 29)    | 1      |
| Pesi Welter       | 77 kg (170 lb)          | Carlos Condit  | 24 marzo 2007 (WEC 26)    | 3      |
| Pesi Leggeri      | 70 kg (155 lb)          | Anthony Pettis | 16 dicembre 2010 (WEC 53) | 0      |
| Pesi Piuma        | 66 kg (145 lb)          | José Aldo      | 18 novembre 2009 (WEC 44) | 2      |
| Pesi Gallo        | 61 kg (135 lb)          | Dominick Cruz  | 6 marzo 2010 (WEC 47)     | 2      |

- I Pesi Supermassimi WEC vennero aboliti nel dicembre 2006.
- I Pesi Massimi WEC vennero aboliti nel dicembre 2006.
- I Pesi Mediomassimi WEC furono assorbiti dall'UFC il 3 dicembre 2008.
- I Pesi Medi WEC furono assorbiti dall'UFC il 3 dicembre 2008.
- I Pesi Welter WEC furono assorbiti dall'UFC il 3 febbraio 2009.
- I Pesi Leggeri WEC furono assorbiti dall'UFC il 16 dicembre 2010, come parte della fusione UFC-WEC.
- I Pesi Piuma WEC furono assorbiti dall'UFC il 28 ottobre 2010, come parte della fusione. José Aldo fu promosso a UFC Featherweight Champion.
- I Pesi Gallo WEC furono assorbiti dall'UFC il 16 dicembre 2010, come parte della fusione UFC-WEC. Dominick Cruz fu promosso a UFC Bantamweight Champion.

### Tornei WEC
| Evento | Classe di peso    | Vincitore    | Finalista      | Data            |
| ------ | ----------------- | ------------ | -------------- | --------------- |
| WEC 13 | Pesi Massimi      | Brandon Vera | Mike Whitehead | 22 gennaio 2005 |
| WEC 17 | Pesi Mediomassimi | Scott Smith  | Tait Fletcher  | 14 ottobre 2005 |

## Lottatori di rilievo
Campioni
- Ron Waterman unico campione dei Pesi Supermassimi dal 2003 al 2006
- Brian Olsen ultimo campione dei Pesi Massimi nel 2006
- James Irvin primo campione dei Pesi Massimi dal 2004 al 2005
- Steve Cantwell ultimo campione dei Pesi Mediomassimi nel 2008
- Brian Stann campione dei Pesi Mediomassimi nel 2008
- Doug Marshall campione dei Pesi Mediomassimi dal 2006 al 2008
- Lodune Sincaid campione dei Pesi Mediomassimi nel 2006
- Scott Smith campione dei Pesi Mediomassimi dal 2005 al 2006, vincitore del torneo del 2005
- Jason Lambert campione dei Pesi Mediomassimi nel 2005
- Frank Shamrock primo campione dei Pesi Mediomassimi nel 2003
- Paulo Filho ultimo campione dei Pesi Medi dal 2007 al 2008
- Joe Riggs campione dei Pesi Medi dal 2005 al 2006
- Chris Leben primo campione dei Pesi Medi nel 2004
- Carlos Condit ultimo campione dei Pesi Welter dal 2007 al 2009
- Mike Pyle campione dei Pesi Welter dal 2005 al 2006
- Karo Parisyan campione dei Pesi Welter nel 2004
- Shonie Carter campione dei Pesi Welter dal 2003 al 2004
- Nick Diaz primo campione dei Pesi Welter nel 2003
- Anthony Pettis ultimo campione dei Pesi Leggeri nel 2010
- Ben Henderson campione dei Pesi Leggeri nel 2010, campione ad interim nel 2009
- Jamie Varner campione dei Pesi Leggeri dal 2008 al 2010
- Rob McCullough campione dei Pesi Leggeri dal 2007 al 2008
- Hermes França campione dei Pesi Leggeri nel 2006
- Gabe Ruediger campione dei Pesi Leggeri dal 2004 al 2006
- Gilbert Melendez primo campione dei Pesi Leggeri nel 2004
- José Aldo ultimo campione dei Pesi Piuma dal 2009 al 2010
- Mike Brown campione dei Pesi Piuma dal 2008 al 2009
- Urijah Faber campione dei Pesi Piuma dal 2006 al 2008
- Cole Escovedo primo campione dei Pesi Piuma dal 2002 al 2006
- Dominick Cruz ultimo campione dei Pesi Gallo nel 2010
- Brian Bowles campione dei Pesi Gallo dal 2009 al 2010
- Miguel Torres campione dei Pesi Gallo dal 2008 al 2009
- Chase Beebe campione dei Pesi Gallo dal 2007 al 2008
- Eddie Wineland primo campione dei Pesi Gallo dal 2006 al 2007
- Brandon Vera vincitore del torneo dei Pesi Massimi del 2005

Altri lottatori
- Dan Severn
- Jens Pulver
- Demetrious Johnson
- Ricco Rodriguez
- Renan Barão
- Shane Carwin
- Chael Sonnen
- Chad Mendes
- Nate Diaz
- Michael McDonald
- Mark Hominick
- Donald Cerrone
- Joseph Benavidez
- Ian McCall
- Glover Teixeira
- Brad Pickett
- Ricardo Lamas
- Cub Swanson
- Scott Jorgensen
- Jung Chan-Sung
- Clay Guida
- Tim Kennedy
- Pat Healy
- Johny Hendricks
- Erik Koch
- Dustin Poirier
- Bart Palaszewski
- Jason Miller
- Diego Nunes
- Travis Fulton
- Mike Pierce
- Chris Cariaso
- Danny Castillo
- Takeya Mizugaki
- Raphael Assunção
- Iuri Alcântara